# Red slobodnih zidarica
Red slobodnih zidarica (engl. Order of Women Freemasons), skraćeno OWF, je ženska slobodnozidarska velika loža u Ujedinjenom Kraljevstvu. Osnovana je 1908. godine kao mješovita velika loža pod nazivom Časno bratstvo drevnog zidarstva.
Red je nastao iz inicijative grupe žena i muškaraca slobodnih zidara koji su željeli prakticirati tradicionalno englesko slobodno zidarstvo. Od početka 1920-ih prima u članstvo isključivo žene te zabranjuje posjete muškarcima. Godine 1958. velika loža je promijenila naziv pod kojim i danas djeluje.
Uz Časno bratstvo drevnih slobodnih zidara (Slobodno zidarstvo za žene) čini okosnicu ženskog slobodnog zidarstva u Ujedinjenom Kraljevstvu.

## Povijest
Prve mješovite lože osnovane su u Londonu 1902. godine pod okriljem Reda Le Droit Humain koji je bio usmjereno prema teozofskim principima i alternativnim obredima. Međutim dio članstva, muškarca i žena, htio je povratak tradicionalnim engleskim slobodnozidarskim praksama. Tako su oni 20. lipnja 1908. godine osnovali neovisnu veliku ložu pod imenom Časno bratstvo drevnog zidarstva (Honourable Fraternity of Antient Masonry, HFAM). Prvi veliki majstor bio je William Frederick Cobb, rektor crkve Sv. Ethelburge u Londonu. Do njegove ostavke 1912. godine, ustanovljeno je šest loža, uključujući i Ložu "Zlatno pravilo" br. 1, Ložu "Emulacija" br. 2 i Ložu "Jedinstvo" br. 3. Od 1912. nadalje, svi veliki majstori bili su žene.
Godine 1920., velika loža je ograničila prijem članova isključivo na žene, iako je muškarcima bilo dopušteno prisustvovati masonskim sastancima kao posjetiteljima. Do 1935. godine sva su vodeće dužnosti unutar velike lože preuzimale žene, a muški dužnosnici povukli su se iz redova. Od tada je Red postao isključivo ženski, zadržavajući korektne odnose s Ujedinjenom velikom ložom Engleske.
Red je 1913. godine isključio skupinu članova koji su željeli uvesti stupanj Svetog kraljevskog luka na neortodoksan način. Ti su članovi osnovali zasebnu veliku ložu pod nazivom Časno bratstvo drevnih slobodnih zidara (Honourable Fraternity of Ancient Freemasons). Red je legitimno uveo stupanj Svetog kraljevskog luka 1929. godine, a stupanj Majstora znaka 1946. Kasnije su dodani viši i viteški stupnjevi tijekom 1940-ih i 1950-ih, a sve ove redovima upravlja ista velika loža.
Godine 1958., kako bi se izbjegla zabuna s Časnim bratstvom drevnih slobodnih zidara, velika loža je usvojila naziv Red slobodnih zidarica, koji je postao njegov službeni naziv.
Dana 12. lipnja 2024. godine Ujedinjena velika loža Engleske, Red slobodnih zidarica i Časno bratstvo drevnih slobodnih zidara (Slobodno zidarstvo za žene) formirali su Vijeće za slobodno zidarstvo Engleske i Walesa (Council for Freemasonry in England and Wales) s ciljem uspostave službene suradnje između muških i ženskih velikih loža zadržavajući svoju eksluzivnost.

## Ustroj
Sjedište Reda slobodnih zidarica je u Londonu.

### Lože
U 2024. godini pod okriljem Reda radi preko 350 masonskih loža, kako u Ujedinjenom Kraljevstvu tako i u drugim državama. Ove lože povezuju preko 4.000 članica.
Masonske lože u Engleskoj su grupirane po grofovijama. Lože u Walesu grupirane su u Sjeverni Wales (Llandudno, Prestatyn, Anglesey, Barmouth, Flint i Wexham) i Južni Wales (Cardiff, Llandrindod, Wells i Swansea). Lože u Škotskoj smještenu su u Aberdeenu, Bonnyriggu i Glasgowu. Lože u Sjevernoj Irskoj smještene su u Belfastu.
Prekomorske lože, odnosno lože van Velike Britanije, nalaze se u Australiji (Adelaide), Kanadi (Mississauga, Jordan, Scarborough i Whitby), Južnoj Africi (Durban i Johannesburg) i Španjolskoj (Fuengirola).

### Uprava
Redom slobodnih zidarica upravlja velika majstorica (Grand Master) koja se bira na trogodišnje razdoblje. Dosadašnje velike majstorice su:
1. William Frederick Cobb[a] (1908. – 1912.)
2. Marion Lindsay Halsey (1912. – 1927.)
3. Adelaide Daisy Litten (1928 – 1938.)
4. Lucy Bertram O’Hea (1938. – 1948.)
5. Mary Gordon Muirhead Hope (1948. – 1964.)
6. Mildred Rhoda Low (1964. – 1976.)
7. Frances Hall (1976. – 1989.)
8. Brenda Irene Fleming-Taylor (1989. – 2010.)
9. Zuzanka Daniella Penn (od 2010.)

### Obredi
Red slobodnih zidarica upravlja simboličkim stupnjevima plave lože (učenik, pomoćnik i majstor) i delegira upravljanje visokim stupnjevima na dodatna tijela i redove.